# 沃尔代克
沃尔代克（德語：Woldegk，發音：[ˈvɔldɛk] ⓘ）是德国梅克伦堡-前波美拉尼亚州梅克伦堡湖区县的城市，面积164.17平方千米，2023年12月31日人口为4,209人。

## 历史
2014年5月25日，市镇黑尔普特并入沃尔代克。2015年1月1日，市镇米尔德尼茨并入沃尔代克。2019年5月26日，市镇彼得斯多夫并入沃尔代克。